# Mołdawia na Mistrzostwach Świata w Lekkoatletyce 2017
Mołdawia na Mistrzostwach Świata w Lekkoatletyce 2017 – reprezentacja Mołdawii podczas mistrzostw świata w Londynie liczyła 5 zawodników, którzy nie zdobyli żadnego medalu.

## Skład reprezentacji
Mężczyźni
| Zawodnik         | Konkurencja    | Kwalifikacje | Kwalifikacje | Finał | Finał   |
| Zawodnik         | Konkurencja    | Wynik        | Pozycja      | Wynik | Pozycja |
| ---------------- | -------------- | ------------ | ------------ | ----- | ------- |
| Andrian Mardare  | rzut oszczepem | 80,18        | 17.          | NQ    | NQ      |
| Serghei Marghiev | rzut młotem    | 75,18 q      | 9.           | 75,87 | 8.      |

Kobiety
| Zawodniczka       | Konkurencja    | ELIMINACJE | ELIMINACJE | Finał | Finał   |
| Zawodniczka       | Konkurencja    | Wynik      | Pozycja    | Wynik | Pozycja |
| ----------------- | -------------- | ---------- | ---------- | ----- | ------- |
| Marina Nichișenco | Rzut młotem    | 64,63      | 27.        | NQ    | NQ      |
| Zalina Marghieva  | Rzut młotem    | 67,05      | 19.        | NQ    | NQ      |
| Dimitriana Surdu  | Pchnięcie kulą | 17,37      | 19.        | NQ    | NQ      |